# Conceição do Araguaia Airport
Conceição do Araguaia Airport (franska: Aéroport de Conceição do Araguaia) är en flygplats i Brasilien.   Den ligger i kommunen Conceição do Araguaia och delstaten Pará, i den centrala delen av landet, 800 km norr om huvudstaden Brasília. Conceição do Araguaia Airport ligger 199 meter över havet.
Terrängen runt Conceição do Araguaia Airport är platt. Närmaste större samhälle är Conceição do Araguaia, 9,9 km norr om Conceição do Araguaia Airport.
Omgivningarna runt Conceição do Araguaia Airport är huvudsakligen savann. Runt Conceição do Araguaia Airport är det mycket glesbefolkat, med 2 invånare per kvadratkilometer.